# Joe Sugg
Joseph Graham "Joe" Sugg, född 8 september 1991, är en brittisk YouTube-personlighet, skådespelare, sångare och författare. Han är mest känd som ThatcherJoe.
Joe växte upp i Lacock, Wiltshire, England med sin syster Zoe Sugg, även känd som den brittiska bloggerskan, YouTube-personligheten och författaren Zoella.

## Karriär
Joe Sugg startade sin kanal ThatcherJoe 2011 och har idag över 7 miljoner följare på sin huvudkanal. Utöver ThatcherJoe har han även ThatcherJoeVlogs, med 3 miljoner följare, vilket är kanalen där han lägger upp vlogg-inlägg. Han har även kanalen ThatcherJoeGames, med 1,5 miljoner följare, där han lägger upp videos på sig själv medan han spelar olika spel.
Joe Sugg blev 2015 årets brittiska vloggare under Radio 1 Teen Choice Awards.

### Musik
Joe Sugg var med i gruppen 'YouTube Boyband' för att samla ihop pengar till Comic Relief och deras insats kom med i The Guardian
Joe Sugg var även en del av Band Aid 30 och sjöng i "Do They Know It's Christmas", där en större grupp med kända namn gick ihop för att spela in en ny version av Do They Know It's Christmas och samla in pengar till Ebolasmittan i västra Afrika.

### Film
Joe Sugg har tillsammans med sin dåvarandra rumskompis Caspar Lee gjort en film vid namn "Joe and Caspar Hit the Road". Filmen hade premiär den 22 november 2015.